# 원익IPS
원익IPS(Wonik IPS)주식회사는 반도체 및 디스플레이 장비 제조 기업이다. 삼성전자 및 SK하이닉스 등의 반도체 업체에 공급하며, 여기서 나오는 매출이 60% 이상이다. 또한 LCD TV용 광학 필름, 차량 및 건축용 윈도우 필름, 비디오/CD 등의 손상 방지를 위한 미디어 필름 등의 제조업을 영위하고 있다. 외국인 지분율은 2024년 기준 약 25.4%이다. 반도체 내 장비별 매출 비중은 PECVD 60-70%, ALD/Diffusion 20-30%이다.

## 역사
2002년 3월 (주)테라세미콘으로 설립되었고 원익홀딩스의 반도체, Display 및 Solar 장비의 제조사업부문을 인적분할 하여 설립되었다. 2016년 5월 재상장하였다. 2019년 2월에 원익테라세미콘(구 테라세미콘)을 합병하였다.

## 참고문헌
1. ↑  한국IR협의회 기업리서치센터 기업분석 보고서 원익IPS 2025.02.11
2. ↑  원익IPS Investor Relations 2018
3. ↑  “불확실성 감안해도 전년대비 성장 원익IPS” (PDF). 《하나증권》. 2025년 2월 27일.
4. ↑  키움증권 실적 Preview 원익IPS 2024. 7. 30
5. ↑  원익IPS "반도체부터 태양광까지 망라"
6. ↑  3Q24 Review: 또박또박 가는 중 유진투자증권 원익IPS 2024.11.08
7. ↑  SK증권 리서치센터 원익IPS 메모리 투자 사이클의 정석 2024-08-27